# Första slaget vid St Albans
Första slaget vid St Albans var det första slaget under Rosornas krig, och det utkämpades den 22 maj 1455 i staden St Albans. Rikard, hertig av York och hans allierade Rikard, earl av Warwick besegrade lancastrarna  under Edmund Beaufort, hertig av Somerset, som dödades. York tillfångatog  Henrik VI och förklarade sig Constable of England.
Militärt sett var slaget i St. Albans litet, kanske 300 döda, men politiskt sett var det en stor seger, eftersom York tillfångatog kungen, återtog sin makt, rivalen Somerset var död och Nevilles ärkefiender Henry Percy, earl av Northumberland och Lord Clifford föll under striden.